# Methona ssingularis
Methona ssingularis är en fjärilsart som beskrevs av Otto Staudinger 1884. Methona ssingularis ingår i släktet Methona och familjen praktfjärilar. Inga underarter finns listade i Catalogue of Life.